# NGC 5838
NGC 5838 ist eine Linsenförmige Galaxie vom Hubble-Typ E-S0 im Sternbild Jungfrau und etwa 60 Millionen Lichtjahre von der Milchstraße entfernt. 
Sie wurde am 24. Februar 1786 von Wilhelm Herschel mit einem 18,7-Zoll-Spiegelteleskop entdeckt, der sie dabei mit „pB“ beschrieb.